# Dacoma (Oklahoma)
Dacoma es un pueblo ubicado en el condado de Woods en el estado estadounidense de Oklahoma. En el año 2010 tenía una población de 	107 habitantes y una densidad poblacional de 82,31 personas por km².

## Geografía
Dacoma se encuentra ubicado en las coordenadas 36°39′36″N 98°33′51″O / 36.66000, -98.56417 (36.660058, -98.564051).

## Demografía
Según la Oficina del Censo en 2000 los ingresos medios por hogar en la localidad eran de $24,375 y los ingresos medios por familia eran $31,250. Los hombres tenían unos ingresos medios de $22,500 frente a los $20,625 para las mujeres. La renta per cápita para la localidad era de $21,848. Alrededor del 10.3% de la población estaban por debajo del umbral de pobreza.